# Closure (игра)
Closure — инди-игра, разработана и издана компанией Eyebrow Interactive 27 марта 2012 года.

## Сюжет
Closure — это игра-головоломка/платформер, в основе которой лежит концепция света и тени. На каждом из многих уровней цель — добраться до двери в конце. Освещение — это ключевая механика игрового процесса, так как только платформы и стены, освещенные лампочками или световыми шарами, которые может нести игрок, могут быть использованы игроком. Таким образом, игрок может проходить сквозь стены или проваливаться сквозь пол в зависимости от того, где находится свет. Однако это также означает, что игрок может случайно упасть и умереть, если не останется в освещенных местах. Есть также другие объекты, с которыми игрок может взаимодействовать, такие как навесные прожекторы, ключи, пьедесталы сфер различного назначения и лозы, привязанные к сферам света. Игрок должен использовать источник света и световые шары, чтобы пройти через область, не упав на дно.

## Восприятие
| Сводный рейтинг    | Сводный рейтинг          |
| Агрегатор          | Оценка                   |
| ------------------ | ------------------------ |
| GameRankings       | 82,27 %                  |
| Metacritic         | 78/100 (PC) 81/100 (PS3) |
| Иноязычные издания |                          |
| Издание            | Оценка                   |
| Destructoid        | 7,5/10                   |
| Eurogamer          | 8/10                     |
| GameSpot           | 8/10                     |
| GameSpy            | [ 9 ]                    |
| GamesRadar+        | [ 10 ]                   |
| GameTrailers       | 8,1/10                   |
| IGN                | 8,5/10                   |
| Joystiq            | [ 13 ]                   |

Closure получил оценку 78/100 для версии для ПК (на основе 8 отзывов) и 81/100 для версии PlayStation 3 (на основе 11 обзоров). на Metacritic, оба указывают на «в целом положительные» отзывы.
Игра получила награду за инновации на Indiecade, награду за превосходное качество звука на Independent Games Festival и главный приз на Indie Game Challenge.
Летом 2018 года, благодаря уязвимости в защите Steam Web API, стало известно, что точное количество пользователей сервиса Steam, которые играли в игру хотя бы один раз, составляет 192 454 человека.